# اکلاهما ۱۳۶۸۸
سیارک ۱۳۶۸۸ (به انگلیسی: 13688 Oklahoma، نامگذاری:1997RJ7) سیزده هزار و ششصد و هشتاد و هشتمین سیارک کشف شده‌است که در ۹ سپتامبر ۱۹۹۷ کشف شد.
قدر مطلق سیارک برابر ۱۳٫۴۰ است.